# Grammy al millor àlbum de blues tradicional
El premi Grammy al millor àlbum de blues tradicional és un guardó presentat en els Premis Grammy, una cerimònia que va ser establida en el 1958 i en el seus orígens s'anomenava Premis Gramòfon, per als artistes de gravació que han realitzat àlbums en el gènere musical del blues tradicional.
El premi es va iniciar en el 1983 amb el nom de Grammy a la millor interpretació de blues tradicional fins al 1992, tot i que en dues ocasions es va anomenar Grammy a la millor cançó de blues tradicional. Des del 1992 al 2011 es va anomenar com en l'actualitat, moment a partir del qual el premi va desaparèixer.
En el 2017 es va reprendre el guardó amb el nom de Grammy al millor àlbum de blues contemporani fins a dia d'avui.

## Guardonats

### Dècada del 2020
| Edició | Imatge | Guanyador(s)/ Guanyadora(es)             | Obra                     | Nominat(s)/ Nominada(es) | Ref |
| ------ | ------ | ---------------------------------------- | ------------------------ | --- | --- |
| 62a    |        | Delbert McClinton & Self-Made Men + Dana | Tall, Dark, and Handsmoe | - Christone "Kingfish" Ingram - Kingfish - Bobby Rush - Sitting on Top of the Blues - Jimmie Vaughan - Baby, Please Come Home - Jontavious Willis - Spectacular Class |     |